# San Giorgio in Bosco
San Giorgio in Bosco (San Zorzi in veneto) è un comune italiano di 6 363 abitanti della provincia di Padova in Veneto, situato a circa 25 km a nord del capoluogo di provincia.

## Storia
Il territorio risulta insediato già dal medioevo, quando nel VI-VII secolo venne edificata una piccola chiesa dedicata a san Giorgio, martire guerriero protettore dei deboli e patrono dei Longobardi, insieme a san Michele arcangelo e san Martino di Tours. Peraltro, la zona era attraversata dall'antica strada romana del Cogno, che si congiungeva con la consolare Postumia (che univa Vicenza e Treviso).
Napoleone Bonaparte vinse due battaglie sul feldmaresciallo von Wurmser il 19 settembre 1796 e il 15 gennaio 1797.
Lo storico padovano Andrea Gloria riferisce nel 1803 che nella frazione di Paviola vi era un bosco di venti campi di proprietà della famiglia Obizzi e che l'arciprete Anselmo Panizzon promosse il risanamento fondiario, tanto da meritarsi un attestato dalla Società di Incoraggiamento.
Alla fine della seconda guerra mondiale, il 29 aprile 1945 un gruppo di tedeschi in ritirata rastrellò 39 cittadini di Sant'Anna Morosina, facendoli camminare fino in via Cacciatora a Castello di Godego, dove furono trucidati con le armi da fuoco insieme ad altre vittime nell'eccidio di Castello di Godego. Nel 2015 il Comune di San Giorgio in Bosco ha richiesto un risarcimento alla Germania per la strage nazista.

### Simboli
Lo stemma e il gonfalone sono stati concessi con decreto del presidente della Repubblica del 2 marzo 1954.
Lo stemma di San Giorgio in Bosco, eseguito con grande maestria dal bozzettista Ettore Pennetta, è "etimologico" raccogliendo la caratteristica raffigurazione del santo a cavallo mentre uccide il drago e quella di un albero sradicato, a rievocare le condizioni naturali del Cittadellese e la proficua opera di bonifica attuata dall'uomo nel corso dei secoli.
Il gonfalone è un drappo di rosso.

## Società

### Evoluzione demografica
Abitanti censiti